# Atsumu Ōmura
Atsumu Ōmura (jap. 大村 纂, Ōmura Atsumu; * 1942 in Bunkyō, Tokio) ist ein japanischer Klimatologe, der für seine Entdeckung und Beiträge zur Theorie der globalen Verdunklung bekannt wurde.
Ōmura wurde 1942 im heutigen Stadtbezirk Bunkyō in Tokio geboren. 1965 schloss er sein Studium an der Universität Tokio mit einem Bachelor (B.Sc.) ab und erwarb 1969 einen Master (M.Sc.) an der McGill University. Später promovierte er an der ETH Zürich.
Ōmura ist ein emeritierter Professor des Institute for Atmospheric and Climate Science (IACETH) der ETH Zürich, wo er die Klimaforschungsgruppe des Instituts geleitet hat. 1999 wurde er zum ordentlichen Mitglied der Academia Europaea gewählt.
Zu den Interessenschwerpunkten der Arbeitsgruppe gehört die planetarische Grenzschicht und die Kryosphäre sowie ihre Interaktion mit der Atmosphäre und den Ozeanen.  Die Gruppe unterhält ein globales Zirkulationsmodell.  Ōmura hat auch das Baseline Surface Radiation Network (BSRN) initiiert.
Er ging im Jahr 2007 in den Ruhestand.

## Werke
- New precipitation and accumulation maps for Greenland, 1991
- Physical basis for the temperature-based melt-index method, 2001
- Objective Criteria for Rejecting Data for Bowen Ratio Flux Calculations, 1982
- Climate and energy balance on the arctic tundra, 1982